# کوکوشکا ۲۱۰۷۶
سیارک ۲۱۰۷۶ (به انگلیسی: 21076 Kokoschka، نامگذاری:1991RG4) بیست و یک هزار و هفتاد و ششمین سیارک کشف شده‌است که در ۱۲ سپتامبر ۱۹۹۱ کشف شد.
قدر مطلق سیارک برابر ۱۵٫۸۰ است.